# Krumnäbbstyranner
Krumnäbbstyranner (Oncostoma) är ett fågelsläkte i familjen tyranner inom ordningen tättingar.

## Arter i släktet
Släktet omfattar endast två arter med utbredning från södra Mexiko till norra Colombia:
- Nordlig krumnäbbstyrann (O. cinereigulare)
- Sydlig krumnäbbstyrann (O. olivaceum)

## Familjetillhörighet
Släktet behandlas vanligen som en del av familjen tyranner. Vissa taxonomiska auktoriteter har dock valt att dela upp tyrannerna i flera familjer efter DNA-studier som att tyrannerna består av fem klader som skildes åt redan under oligocen. Oncostoma förs då till familjen Pipromorphidae.